# Cayo Claudio Canina
Cayo o Gayo Claudio Canina  fue un político y militar romano del siglo III a. C., cónsul en los años 285 a. C. y 273 a. C. Según los Fastos era el hijo de Marco y nieto de Cayo. Su cognomen es uno de los plebeyos de la gens Claudia.
Su primer consulado, en 285 a. C., tuvo como colega a Marco Emilio Lépido. Para su segunda vez, en 273 a. C., fue colega de Cayo Fabio Licino y obtuvo un triunfo el 17 de febrero de 272 a. C. sobre lucanos, samnitas y, probablemente, brutios.
En el año 273 a. C. estableció las colonias de Cosa (Ansedonia) y Paestum. Asimismo, los enviados del rey Ptolomeo II llegaron a Roma para cerrar un tratado de amistad (amicitia).
No se sabe si tuvo descendencia. El tribuno militar Cayo Claudio, cuyo ejército pudo conquistar en el año 264 a. C., la ciudad de Mesana provocando la primera guerra púnica, podría haber sido su hijo.